# Estátua de Borba Gato
A Estátua de Borba Gato é um monumento da cidade de São Paulo, localizado na Praça Augusto Tortorelo de Araújo, no distrito de Santo Amaro. Foi construída em homenagem à Manoel de Borba Gato, juiz ordinário e bandeirante paulista responsável por desbravar e povoar do sertão de Minas Gerais, em sua ocasião pertencente à Capitania de São Vicente. Borba Gato também destacou-se na história paulista durante a Guerra dos Emboabas, ao chefiar um exército de bandeirantes contra portugueses, espanhóis e colonos, predominantemente baianos, que desejavam explorar a região das minas.

## História

### Origens
O monumento é uma homenagem à Manoel de Borba Gato, nascido no ano de 1649, em São Paulo, na região atualmente correspondente à Santo Amaro, e falecido em Sabará, Minas Gerais, no ano de 1734, de acordo com o relato de um sertanista da época. Borba Gato, que durante a juventude acompanhou o sogro Fernão Dias Paes à procura de esmeraldas, tornaria-se um célebre bandeirante na colonização de Minas Gerais e líder aliado dos paulistas durante a Guerra dos Emboabas, um conflito eclodido na primeira metade do século XVIII, no território da Capitania de São Vicente, entre paulistas bandeirantes, reinóis portugueses, espanhóis e colonos de outras parte da América portuguesa; a derrota do exército bandeirante de Borba Gato teve consequências, como a cisão da Capitania de São Vicente e o deslocamento de paulistas para áreas atualmente correspondentes aos estados de Goiás, Mato Grosso e Mato Grosso do Sul, no Centro-Oeste do Brasil. Manuel de Borba Gato é também conhecido por ter sido o primeiro a descobrir ouro no rio das Velhas, local das lendárias minas de Sabarabuçu, o que lhe valeu a nomeação de guarda-mor.

### Construção
O Borba Gato foi projetado por Júlio Guerra, um orgulhoso caipira, tendo iniciado sua obra em 1957, em seu quintal de herança, situado na Avenida João Dias, em Santo Amaro. Quando terminou de esculpir o gesso, Guerra recortou-o em várias partes, moldando-o; dentro dele começou a estruturar o seu gigante com argamassa e assentá-lo de pedras coloridas de basalto e mármore, revestindo-o; as pedras são originárias de vários lugares – as que recobrem o gibão vieram dos municípios mineiros de Congonhas e Ouro Preto, enquanto que as do rosto são fragmentos de mármore rosado, trazidas de Portugal, também foi utilizado mármore branco, trazido do Paraná. Algumas crianças da região tiveram oportunidade de contribuir na construção da obra, assentando pedras à estátua; um menino calçando botas serviu de modelo para que Guerra aperfeiçoasse as botas do Borba Gato.
O escultor, que não optou pelo bronze, material frequentemente utilizado na construção de estátuas e monumentos, precisou arrumar uma solução criativa para estruturar sua obra – como o Borba Gato é grande e os trilhos de bonde eram recorrentes na região, já que o modal começava a ser deixado de lado, Guerra decidiu que aquele material seria o ideal para sustentar sua obra. Assim, que o sustenta são trilhos de bonde em seu interior, sendo dois verticais, acompanhando as pernas e um horizontal na altura dos ombros.
Finalizada, a obra contava com 10 metros de altura (13 metros contando seu pedestal) e pesava 20 toneladas, sendo oca por dentro e possuindo quatro respiros de ar para evitar dilatação do material. A obra, iniciada em 1957, foi planejada para ser inaugurada em 1960, data em que Santo Amaro celebraria seus 400 anos fundação como povoado, mas devido ao falecimento de um dos filhos de Guerra, por afogamento, em 1958, o monumento só viria a ser inaugurado em 1963. Borba Gato passou visto como o guardião de Santo Amaro, tornando-se um dos cartões postais mais famosos de São Paulo, integrando o Inventário de Obras de Arte em Logradouros Públicos da Cidade de São Paulo, mantido pelo Departamento de Patrimônio Histórico (DPH).
Atrás do Borba Gato, contempla o monumento uma estrutura feita em forma de cubo, recoberta por quatro painéis em mosaico de pastilhas, com imagens de José de Anchieta e do índio Caiubi (irmão de Tibiriçá), tendo ao centro o brasão de Santo Amaro e o rio Jurubatuba. Dentre outros personagens históricos santamarenses retratados por Júlio Guerra na estrutura, estão o casal João Paes e Suzana Rodrigues (que aparecem doando a imagem de Amaro de Alia), um metalúrgico, o poeta Paulo Eiró e o sacerdote jesuíta Belchior de Pontes. Há também referências aos primeiros colonos alemães e a uma fábrica de ferro local, a primeira da América do Sul.

## Propagandas sociais e políticas

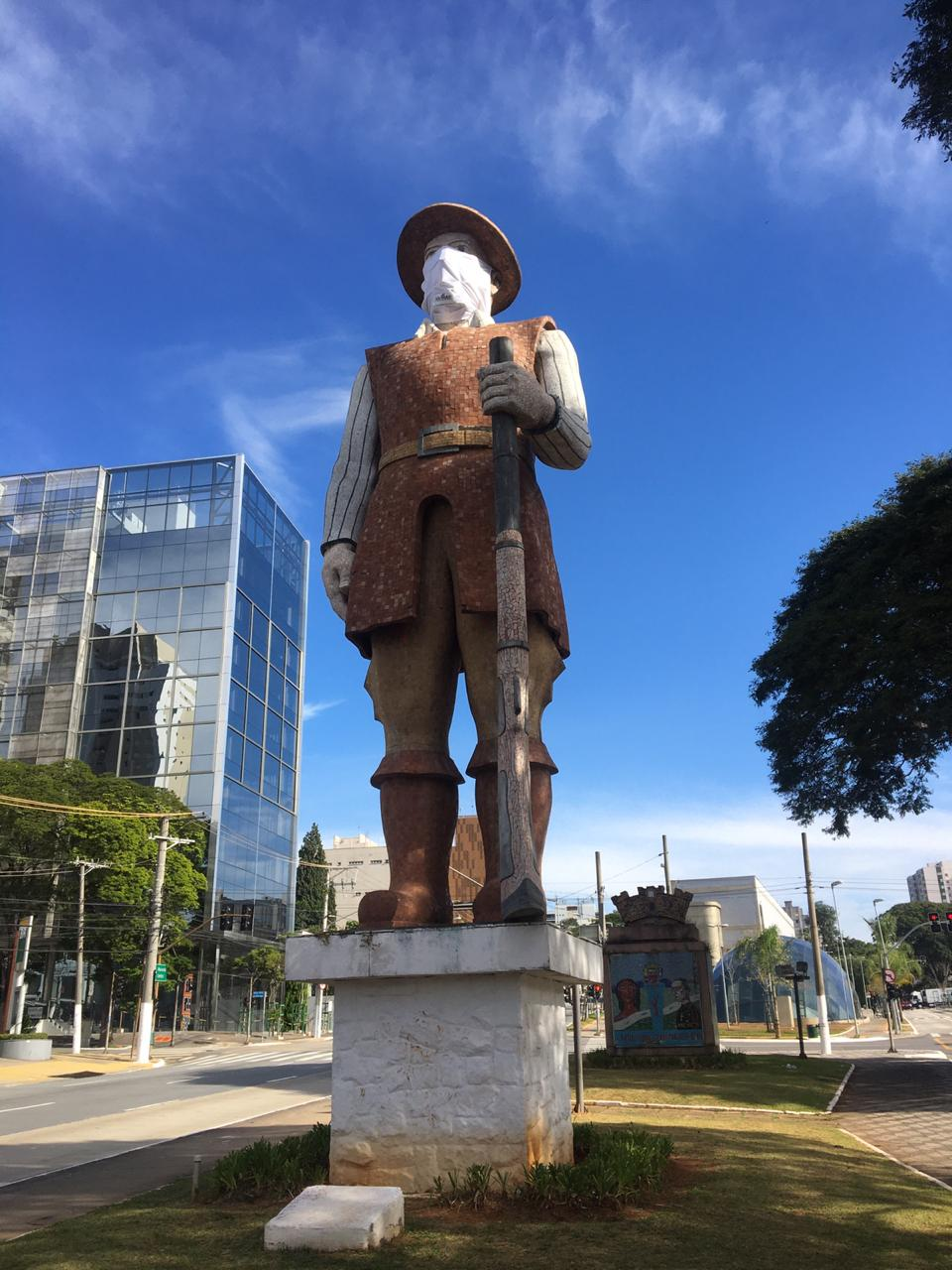
Borba Gato em 2020, durante a Pandemia de COVID-19

Em 25 de abril de 1984, foi colocada uma placa que dizia Minha bandeira também é DIRETAS JÁ, referente ao movimento civil que defendia a retomada das eleições diretas ao cargo de presidente da República no Brasil.
Em setembro de 1985, cinquenta anos após o município de Santo Amaro ser incorporado ao município de São Paulo, sob ordens do interventor federal Armando de Sales Oliveira, como punição pela participação de sua sociedade durante a Revolução Constitucionalista de 1932, os moradores do distrito elaboraram a realização de um plebiscito, discutindo a restauração municipal. Contrariamente, foi instalada uma placa no Borba Gato, com a frase Diga Não à Separação.
Em 2008, artista Eduardo Srur, destacado em intervenções urbanas, dentre diversos patrimônios públicos, escolheu a estátua do Borba Gato para instalar um colete salva-vidas, sendo o maior, de seis metros.
Em maio de 2020, com o uso obrigatório de máscaras no estado de São Paulo, decorrente da pandemia de COVID-19, que à época havia atingido mais de 50 mil pessoas no estado, a fim de conscientizar a população contra o coronavírus, a estátua ganhou sua própria máscara.

## Críticas e vandalismos
O monumento suscita polêmicas por questões estéticas e já foi condenado por alguns críticos como kitsch devido sua aparência, após a década de 2010 também passou a ser alvo de reiterados protestos e atos de vandalismo, em razão de boatos de que Manuel de Borba Gato supostamente teria praticado – contra indígenas – violação sexual, predação, assassinatos e genocídio, embora historicamente, sua única acusação de crime conhecida, seja o assassinato de um emissário da coroa, Rodrigo de Castelo Branco, em 1682, tal fato que levou o bandeirante a optar por viver isolado cerca de quinze a dezoito anos entre indígenas botocudos, ainda a ponto de ser respeitado como um cacique.
Em setembro de 2016, a estátua foi vandalizada com tinta vermelha e pichada com as frases "bandeirante ruralista assassino" e "guarani kaiowa resiste." O ator gaúcho Paulo Cesar Pereio, um dos autores do vídeo satírico Borba Gato, o bagulho maravilha, acusou bandeirante de massacrar índios, estuprar índias e que, ao enriquecer explorando ouro em Minas Gerais,[carece de fontes?] teria escapado impune de acusações de ter assassinado Rodrigo de Castelo Branco.

### Atentado em 2021
Em julho de 2021, sob influência de uma onda de protestos nos Estados Unidos decorrentes do assassinato de George Floyd, que envolveu a derrubada de uma série de monumentos de figuras históricas, o motoboy Paulo Galo, líder dos Entregadores Antifascistas de São Paulo, e o motorista de aplicativo Danilo Silva Oliveira, autodeclarados integrantes do movimento Revolução Periférica, envolveram o pedestal da estátua de Borba Gato com pneus, e os incendiaram com gasolina. Ambos se apresentaram voluntariamente à polícia, Danilo foi liberado, mas Paulo ficou preso temporariamente. A esposa de Paulo, Géssica de Paula Silva Barbosa, também foi detida — embora não tivesse participado do ato — tendo sido liberada após passar dois dias na prisão. À imprensa, Paulo Galo declarou:
De acordo com a jornalista Laura Capriglione, em seu artigo – posteriormente excluído –  #ForaBorbaGato: ou a Revolução será periférica ou não será! publicado no blog Jornalistas Livres, durante o atentado um jovem teria dado a seguinte declaração:
Em resposta aos ataques, o escritor Eduardo Bueno afirma que quem participou da destruição das missões jesuíticas e do aprisionamento em larga escala dos guaranis – povo mais afeito ao trabalho agrícola – foi o sogro de Borba Gato, Fernão Dias.
Bueno também posicionou-se contra a atentados do gênero e defendeu o bandeirante das acusações:
Em dezembro de 2022, Paulo Galo foi condenado a 3 anos de prisão em regime aberto, pena substituída por prestações de serviços comunitários, enquanto que outros réus, Danilo Silva de Oliveira e Thiago Vieira Zem, foram absolvidos.

O ex-presidente Luiz Inácio Lula da Silva, utilizou suas redes sociais para expressar indignação com a prisão de Paulo Galo; personalidade políticas paulistanas como Erica Malunguinho (PSOL), natural de Recife, mas atuante em São Paulo, autora de projeto de lei que propõe a transferência de estátuas da história colonial paulista expostas em locais públicos para museus, comparou Borba Gato à Adolf Hitler; a santista Luana Alves Silva (PSOL) e o paulistano Guilherme Boulos (PSOL) propuseram remover o Borba Gato e substituí-lo por figuras históricas de outros estados brasileiro, como os líderes quilombolas Tereza de Benguela, relacionada à história de Mato Grosso e Zumbi dos Palmares, de Pernambuco. O prefeito de São Paulo, Ricardo Nunes, lamentou o atentado afirmou que a restauração da estátua seria custeado por um empresário.